# Evangelium der Maria

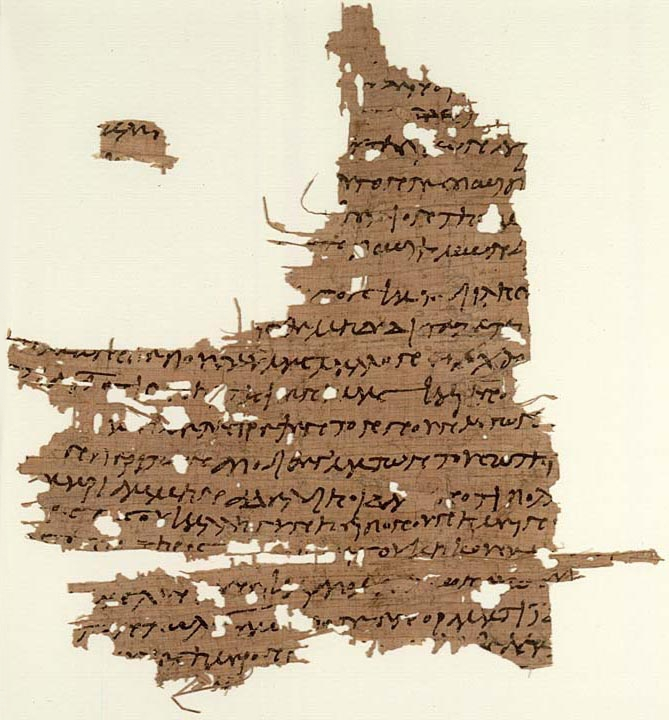
Papyrus Oxyrhynchus L 3525, griechisches Bruchstück mit Teil des Evangeliums der Maria

Das Evangelium der Maria gehört zu den Apokryphen des Neuen Testaments. Es handelt sich um eine frühe gnostische Schrift, die auf etwa 160 n. Chr. datiert wird.
Bei der Maria, die dem Evangelium den Namen gegeben hat, handelt es sich nach Berger/Nord zweifelsfrei um Maria Magdalena. Zwar ist im Text nur von „Maria“ die Rede, doch schon ihre erste Erwähnung im Evangelium schließt Maria, Mutter Jesu, aus. Weitere, im biblischen Kanon und in anderen frühchristlichen Schriften erwähnte Marien sind keine mit Jesus kommunizierenden Frauen.

## Quelle
„Das Evangelium nach Maria (Magdalena) gehört zu den Texten des koptischen Papyrus Berolinensis 8052.“ Es ist „eine[s] der ‚Evangelien‘, die Dialoge zwischen dem Auferstandenen und Jüngern und Jüngerinnen zum Thema haben.“ Die hier beschriebene Schrift geht noch darüber hinaus, da sie Auseinandersetzungen auch nach dem Weggang von Jesus („dann ging der Erlöser weg“) behandelt.

### Fassungen und Zustand
Nach allgemeiner Forschungsmeinung war das Original der Schrift in griechischer Sprache verfasst. Das Evangelium ist nur in Fragmenten erhalten. Der am besten erhaltene Textbestand des Werks befindet sich im Codex Berolinensis 8502, dessen Niederschrift auf das 5. Jahrhundert datiert ist. Der Text ist in Sahidisch verfasst, einem koptischen Dialekt. Die Seiten 1–6 und 11–14 der insgesamt 18 Seiten umfassenden Schrift sind verloren, somit ist weniger als die Hälfte des ursprünglichen Textes erhalten. Daneben existieren zwei griechische Fragmente, die später im ägyptischen Oxyrhynchos gefunden wurden: Papyrus Rylands 463 weicht in wenigen Punkten von der koptischen Fassung ab, während Papyrus Oxyrhynchus L 3525 mit dem koptischen Text übereinstimmt.

### Überblick (Textanfang)
Der Text besteht aus drei Einheiten und setzt mit der Originalseite 7 ein. Das Fragment beginnt unvermittelt mit einer Frage zur Zerstörung des Stofflichen nach dem Tod an den auferstandenen Jesus, dem ein Wechselgespräch des „Erlöser“ mit den Jüngern folgt: Auf die erhaltene erste Frage antwortet Jesus: „Alle Wesen (griechisches Lehnwort; physis), alle Gestalten (plasma), alle Geschöpfe (ktisis) bestehen ineinander und miteinander. Sie werden wieder vergehen bis auf die Wurzel. Denn das Stoffliche (die physis der hyle) löst sich nur bis zu den Wurzeln ihres Wesens auf.“ Auf Petrus’ Frage: „Worin besteht die Sünde der Welt?“ antwortet Jesus: „Die Sünde besteht nicht, sondern ihr begeht sie, wenn euer Handeln dem Wesen nach wie Unzucht ist.“ Das Fragment umfasst noch den Verkündigungs-Auftrag von Jesus an die Jünger und seinen Weggang sowie die Verzweiflung der Gruppe und deren Tröstung durch Maria Magdalena.

## Inhalt
In der Verzweiflung der Jünger nach der Himmelfahrt Christi „stand Maria auf, umarmte alle zum Gruß und sagte zu ihren Brüdern: ...“ „Sie begannen, über die Worte des Erlösers zu diskutieren.“ Hier bricht Blatt 7 ab und die Folgeseiten 8 und 9 fehlen.
Blatt 10 beginnt mit: „Petrus bat Maria Magdalena: Schwester, wir wissen, daß dich der Erlöser mehr als die übrigen Frauen liebte. Sag uns die Worte des Erlösers, an die du dich erinnerst und die du kennst, die wir aber nicht kennen, weil wir sie nicht gehört haben.“ Der Interpret Walter Curt Till deutet dies als Anerkennung eines besonderen Vertrauensverhältnisses Marias zum Erlöser, die Offenbarungen kennt, die die Jünger nicht kennen, und als Mittlerin und Verkündigerin nähme sie somit eine besondere Stellung im Kreis der Apostel ein. Maria willigt ein.

### Konflikt mit Andreas und Petrus
Sie beginnt den Bericht mit „Ich sah den Herrn in einer Vision.“ In dieser Vision fragt sie Jesus: „Wenn einer eine Vision hat, nimmt er sie mit der natürlichen Seele auf oder mit dem Heiligen Geist?“ Jesus antwortet: „Nicht mit der Seele und nicht mit dem Heiligen Geist, sondern durch das Verstehen. Das liegt in der Mitte zwischen beiden.“ Blatt 10 bricht hier ab, die Seiten 11 bis 14 fehlen. Blatt 15 als Bruchstück und die Fortsetzung auf Seite 16 gewähren einen Einblick in Marias Bericht über die Vision, thematisch von Berger/Nord als „Aufstieg der irdischen Seele vom Sichtbaren ins Unsichtbare gedeutet“ – über verschiedene Stufen bis zur Erlösung. Blatt 17 erhält noch den Abschluss des Berichts und die Bemerkung: „Als Maria das gesagt hatte, schwieg sie.“ Nun setzt Petrus Bruder Andreas ein und sagte zu den Brüdern: „Sagt, was ihr zu Marias Worten denkt. ich wenigstens glaube nicht, daß der Erlöser das gesagt hat. Denn dies sind doch fremde Lehren.“ Petrus hakt ein „und fragte dann die Jünger, ob dem Erlöser so etwas zuzutrauen sei: ‚Sollte der Erlöser heimlich mit einer Frau gesprochen haben, sie bevorzugt haben vor uns (das alles nicht) offen? Was sollen wir denn jetzt tun? Sollen wir umdenken und auf sie hören? Hat der Erlöser sie gegenüber uns bevorzugt?‘“
Auf der folgenden Seite 18 mit der sich als Lügnerin bezichtigt fühlenden Maria Magdalena, die in Tränen ausbricht, wird sie von Levi beruhigt, der seinerseits Petrus scharf zurecht weist, als „Hitzkopf“ bezeichnet, der Maria abkanzle, „als wäre sie der Teufel persönlich. Doch wenn der Erlöser sie für ihre Aufgabe befähigt hat, wer bist du denn, daß du sie einfach für unglaubwürdig erklärst? Sicher kennt der Erlöser sie ganz genau. Deshalb hat er sie mehr als uns geliebt.“

### Aufbruch zur Verkündung
Levi beendet die Diskussion und fordert anschließend auf, „das Evangelium [zu] verkünden. Dabei sollten wir über das hinaus, was der Erlöser gesagt hat, kein weiteres Gesetz verkünden.“ Das Evangelium der Maria schließt in der überlieferten Fassung damit, dass sich danach „die Jünger auf den Weg (machten), um das Evangelium zu verkünden und zu predigen.“

## Bedeutung
Der Text gehört nach Berger/Nord in die „Anfänge der gnostischen Bewegung.“ Der Konflikt mit Petrus spiegle schon mit diesem als Verursacher die „Auseinandersetzung mit dem katholischen Kirchenchristentum“ wieder, zeige aber auch eine Dominanz von Andreas (Bruder des Petrus) auf Petrus Seite und dagegen die sich durchsetzende Haltung des Levi.

## Anmerkung
1. ↑  Durch die Formulierung „ihren Brüdern“ ist die Zugehörigkeit der Maria des Evangeliums als zum Kreis der Jünger zählend, festgestellt. Im Text der Seite 7 setzt sie fort: „Weint nicht! Seid nicht traurig und nicht verzagt! Denn die Gnade des Erlösers wird euch alle begleiten und beschützen. Wir wollen vielmehr seine Größe preisen, denn er hat uns alle geschaffen und zu Menschen gemacht.“ (zitiert nach Berger/Nord: Das Neue Testament und frühchristliche Schriften, 1999, S. 1307).
2. ↑  Die Episode stützt die Annahme, dass es sich mit Levi um den Apostel Matthäus handelt, der dabei auch von der Setzung eines neuen Gebotes Jesu warnt. (Berger/Nord: Das Neue Testament und frühchristliche Schriften, 1999, S. 1305).